# Oleksandr Okipniuk
Oleksandr Oleksandrovych Okipniuk (en ukrainien : Окіпнюк Олександр Олександрович) né le 4 septembre 1998 est un skieur acrobatique ukrainien spécialisé dans le saut acrobatique.

## Palmarès

### Championnats du monde
- Championnats du monde 2023 à Bakouriani (Géorgie) :
  -  Médaille de bronze en saut par équipes.
- Championnats du monde 2025 à Engadine (Suisse) :
  -  Médaille d'argent en saut par équipes.